# Gallodactylidae
Los galodactílidos (Gallodactylidae) son una familia de pterosaurios perteneciente al suborden Pterodactyloidea.
En 1974 el paleontólogo francés Jacques Fabre denominó a la familia Gallodactylidae en el mismo año que él describió a la nueva especie Gallodactylus canjuersensis. Dentro de esta familia, colocó un segundo una especie ya conocida: Pterodactylus suevicus de Alemania, la cual fue renombrada como Gallodactylus suevicus. En 1981, Fabre nombró a otro grupo en la familia: la subfamilia Gallodactylinae, término que se utiliza poco. Christopher Bennett en 1996 mostró que Gallodactylus suevicus fue descrito anteriormente como Cycnorhamphus, y siendo ese el nombre válido colocó las dos especies en dicho género. Desde entonces se ha convertido en algo común, sin embargo, Kellner considera que Gallodactylus y Cycnorhamphus poseen suficientes diferencias entre las proporciones de los miembros de ambas especies como para mantener su distinción genérica.
En 2003, Alexander Kellner dio una definición precisa de Gallodactylidae como grupo monofilético: el clado formado por el último ancestro común de Gallodactylus y Cycnorhamphus y todos sus descendientes. Sus sinapomorfias, o características novedosas compartidas que utilizó para definirlo son estas tres: el proceso nasal (proyecciones de los huesos nasales en la intersección de las cavidades nasales y la fenestra anteorbital) son laterales y de tamaño reducido, hay una cresta parietal, lateralmente comprimida y menos de 50 dientes en ambas mandíbulas limitados a la parte delantera de la boca.
Según Kellner, Gallodactylidae es el grupo hermano de los Ctenochasmatidae dentro del clado Archaeopterodactyloidea. Sin embargo, según el paleontólogo británico David Unwin, las dos especies conocidas del grupo se encuentran en una posición más basal dentro de Ctenochasmatoidea, lo cual fue confirmado por el análisis de un estudio en 2008 en que Brian Andrés halló que Gallodactylidae era el grupo hermano de Feilongus. Feilongus en 2005 fue temporalmente situado entre los galodactílidos, aunque según la definición de Kellner de 2003, sería incorrecto, siendo luego reclasificado como un Ctenochasmatidae. Lü et al., 2011, en su descripción de un nuevo pterodactiloide del Cretácico Inferior de China, Gladocephaloideus, determinaron que era un nuevo miembro de la familia y el primero conocido de Asia, y que debía mantenerse la separación entre Gallodactylus y Cycnorhamphus.
Los géneros de Gallodactylus son formas relativamente pequeñas del Jurásico Tardío (Titoniense) y el Cretácico Inferior (Barremiense) de Europa y Asia, que, por su hocico extremadamente largo con un extremo de muchos dientes alargados y delgados, pueden haberse especializado en alimentarse de invertebrados en zonas húmedas.